# رابرت اورویل اندرسن
رابرت اورویل اندرسن (انگلیسی: Robert Orville Anderson؛ ۱۲ آوریل ۱۹۱۷ – ۲ دسامبر ۲۰۰۷) یک بازرگان اهل ایالات متحده آمریکا بود.